# 카프로
카프로는 나일론의 원료인 카프로락탐(caprolactam)과 유안비료(속효성 질소질 비료)의 제조 및 판매를 전문으로하는 화학업체이며 코스피 상장 기업이다. 대한민국에서는 유일한 카프로락탐 생산 업체이며 대한민국 최대의 유안비료 생산업체이다. 본사는 서울특별시 종로구 인사동7길 12 (관훈동)에 있고 공장은 울산광역시 남구 사평로에 있다.

## 역사
- 1969년 - 한국카프로락탐을 설립하고.
- 1974년 - 민영화 되었으며.
- 1974년 - 주식을 증권거래소에 상장했다
- 1996년 - 효성그룹 임직원들이 한국카프로락탐의 지분을 사들였고 코오롱그룹이 이에 맞서 주주총회 무효 소송을 냈다.
- 2001년 - 현재의 상호로 변경했으며.
- 2004년 - 제3공장을 준공했다.

## 사업
카프로락탐은 대한민국 총 수요의 70% 가량을 나일론 제조업체에 공급한다. 유안비료는 전체 판매량의 90%를 수출하고 나머지는 농업, 공업용으로 대한민국 내에 판매한다.

## 매출구성 및 실적
매출 구성은 카프로락탐과 유안비료가 98%를 넘어 전체 매출의 대부분을 차지하고 있다. 실적은 좋지 못한 편으로, 2012년 적자전환하여 순이익이 -192억원이 되었고 2013년에는 -892억원으로 적자폭이 늘었다. 2014년에도 매분기 적자가 계속되고 있었으며 -792억원의 순손실을 남겼다. 2015년에는 -61억원의 순손실을 남겼다.

## 지분 구성
1969년 12월 30일에 설립되었으며 효성이 11.65%의 지분율로 최대 주주이다. 그밖에 코오롱 인더스트리가 9.56%의 지분을 보유하고 있다.

## 같이 보기
- 롯데정밀화학